# 62 (număr)
62 (șaizeci și doi) este numărul natural care urmează după 61 și este urmat de 63.

## În matematică
- 62 este un număr compus, dar prezintă doar patru divizori (aceștia sunt: 1, 2, 31, 62). Deoarece în afară de el însuși și 1 are doar doi divizori, 62 este un număr semiprim[1][2].
- Este un număr nontotient.[3]
- Este un număr Størmer.[4][5]
- Suma fețelor, marginilor și vârfurilor icosaedrului sau a dodecaedrului.
- Este singurul număr al cărui cub în baza 10 este format din 3 cifre care se repetă de exact 2 ori: 623 = 238328.[6]
- Face parte dintr-o secvență alicotă corespunzătoare numărului 7 (7, 8, 10, 14, 20, 22, 34, 38, 49, 62, 75, 118, 148, etc). Prezintă o sumă alicotă egală cu 34.
- Este un număr palindromic și un număr repdigit în bazele de numerație 5 (2225), 30 (2230) și 61 (1161).

## În știință
- Este numărul atomic al samariului.[7]

### Astronomie
- NGC 62 este o galaxie spirală din constelația Balena.
- Messier 62 este un roi globular din constelația Ofiucus.
- 62 Erato este o planetă minoră.

## În alte domenii
Șaizeci și doi se poate referi la:
- Prefixul telefonic internațional al Indoneziei.[8]
- Este codul pentru departamentul francez Pas-de-Calais.